# Bujanî, Horohiv
Bujanî (în ucraineană Бужани) este localitatea de reședință a comunei Bujanî din raionul Horohiv, regiunea Volînia, Ucraina.

## Demografie
Componența lingvistică a localității Bujanî
     Ucraineană (99,63%)
     Alte limbi (0,28%)
Conform recensământului din 2001, majoritatea populației localității Bujanî era vorbitoare de ucraineană (99,63%), existând în minoritate și vorbitori de alte limbi.